# Scanair
Scanair är ett tidigare Skandinaviskt charterflygbolag och helägt dotterbolag till Scandinavian Airlines bildat 1961.
Scanair sammanslogs med Conair of Scandinavia den 1 januari 1994 för att gemensamt bilda Premiair.

## Historia
Under 32 år flög Scanair turister till solsemester, med en affärsidé där flygresan skulle vara minst lika tillfredsställande som att sola och bada.

### 1961–1969
Företaget bildades i Danmark den 30 juni 1961 och utförde sin första charterflygning den fjärde september samma år. Fram till den 1 oktober 1965 var bolaget uppdelat i tre dotterbolag Det Norske Scanair A/S, Scanair A/S och Svenska Scanair A/B. Ägarandelarna var då fördelade på SAAB (Sverige), Det Østasiatiske Kompagni (Danmark), Skibs Marina A/S (Norge), AB Aerotransport, DNL och DDL. Därefter delades ägandet upp mellan ABA, DDL och DNL, det vill säga SAS. Första flygplanstyp inom Scanair blev Douglas DC-7. Den starka utvecklingen gjorde dock att flygbolaget hade stora brister när det gällde flygplanskapacitet och jetflygplanet Douglas DC-8 introducerades, samtidigt hyrdes Sud Aviation Caravelle in från SAS för att klara den starka efterfrågan på charterflyg. Trots att flygplanskapaciteten mer än fördubblats räckte inte detta om utvecklingen skulle fortsätta i hög takt. 1963 hyrdes därför ännu en flygplanstyp in från SAS, denna gång Convair 990 Coronado. Flygplanstypen blev dock en udda avvikelse inom SAS som drog tillbaka typen redan 1965, varefter den även försvann från Scanair. Akut brist på flygkapacitet uppstod igen, något ersättningsplan för Coronado kom dock inte förrän 1967 då Douglas DC-9 hyrdes från SAS, denna typ ersatte även Douglas DC-7 och Scanair blev Europas första charterbolag som enbart flög jet. 1968 fortsatte Scanair att växa med Boeing 727 som hyrdes från konkurrenten Transair.

### 1970–1979
Under år 1970 gjordes en omorganisation inom Scanair och huvudkontoret flyttades från Köpenhamn till Stockholm. Scanair inledde sin riktiga glansperiod och som krona på verket introducerades 1971 Boeing 747 i flottan (hyrdes från SAS), den är inte bara stor utan har även en bränsletank som tillåter non-stop flygningar till de flesta platser på jorden. Under mitten av sjuttiotalet expanderade Scanair på ett nytt område, storstadsweekend. Då SAS upphört med trotjänaren Sud Aviation Caravelle under 1973 fanns dock inget lämpligt flygplan för ändmålet. Med anledning av detta introducerades det mindre flygplanet Fokker F-28 1974 och hyrdes från Linjeflyg. När Widebody blev en känd konkurrensfördel inom flygnäringen, beslutade Scanair att genast införskaffa ytterligare plan. 1978 kom nya Douglas DC-10 till bolaget, men typen försvann dock under 1979.

### 1980–1989
Åttiotalet inleddes med att konkurrenten Transair köptes upp av SAS och Boeing 727-planen såldes på grund av höga bränslekostnader. Dessa plan försvann då från Scanairs flotta och ersattes med Airbus A300 under 1981. Brist på kapacitet med anledning av Boeingplanens utmarsch gjorde att Douglas DC-10 återintroducerades under 1982. Oljekrisen härjade dock och typen försvann igen vid årets slut. Boeing 747 visade sig också vara en dålig affär och försvann 1983. Som plåster på såren introducerades ett nytt färgschema. Året 1986 blev bättre tider och McDonnell Douglas MD-81 kom till Scanair. Den alltid återkommande Douglas DC-10 återvände ännu en gång, denna gång för att stanna. Under 1987 skedde dock en stor omorganisation inom flygplansflottan och flygplantypen McDonnell Douglas MD-81 försvann efter bara ett år i tjänst. Även Airbus A300 flögs för sista gången. Dessa plan ersattes med McDonnell Douglas MD-80. Även Boeing 747 återkom med drogs på nytt in i slutet av året. Åttiotalet avslutades med att trotjänaren Douglas DC-8 för sista gången gjorde en flygning för Scanair.

### 1990–1993
Scanair valde att försöka bli mindre beroende av SAS för att få en mer enhetlig flotta. McDonnell Douglas MD-82 och McDonnell Douglas MD-83 togs i trafik av Scanair under 1991 och ersatte de äldre Douglas-planen. Dessa blev även de sista att introduceras i Scanairs flotta.